# پولپولاک

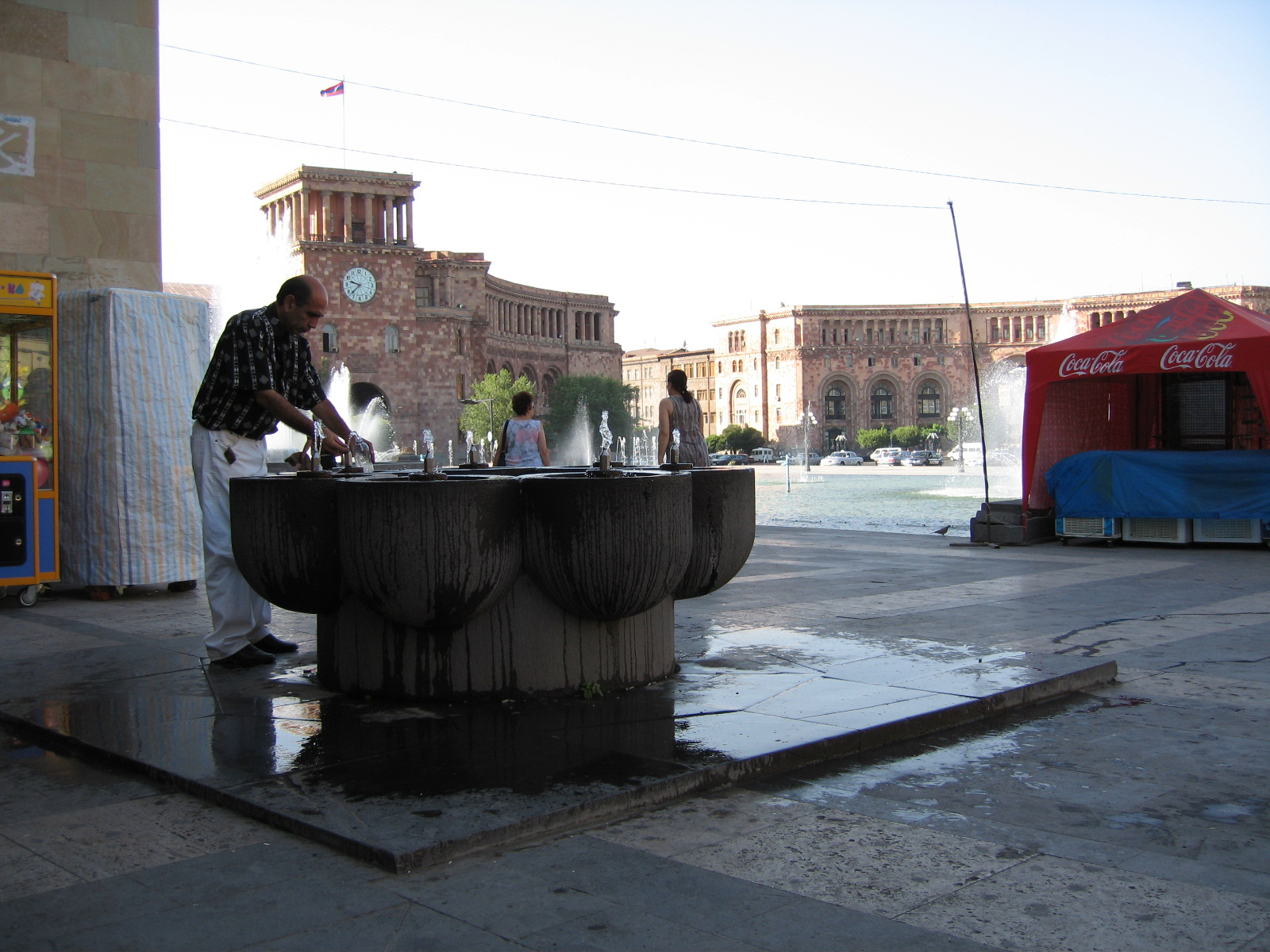
در میدان جمهوری ایروان

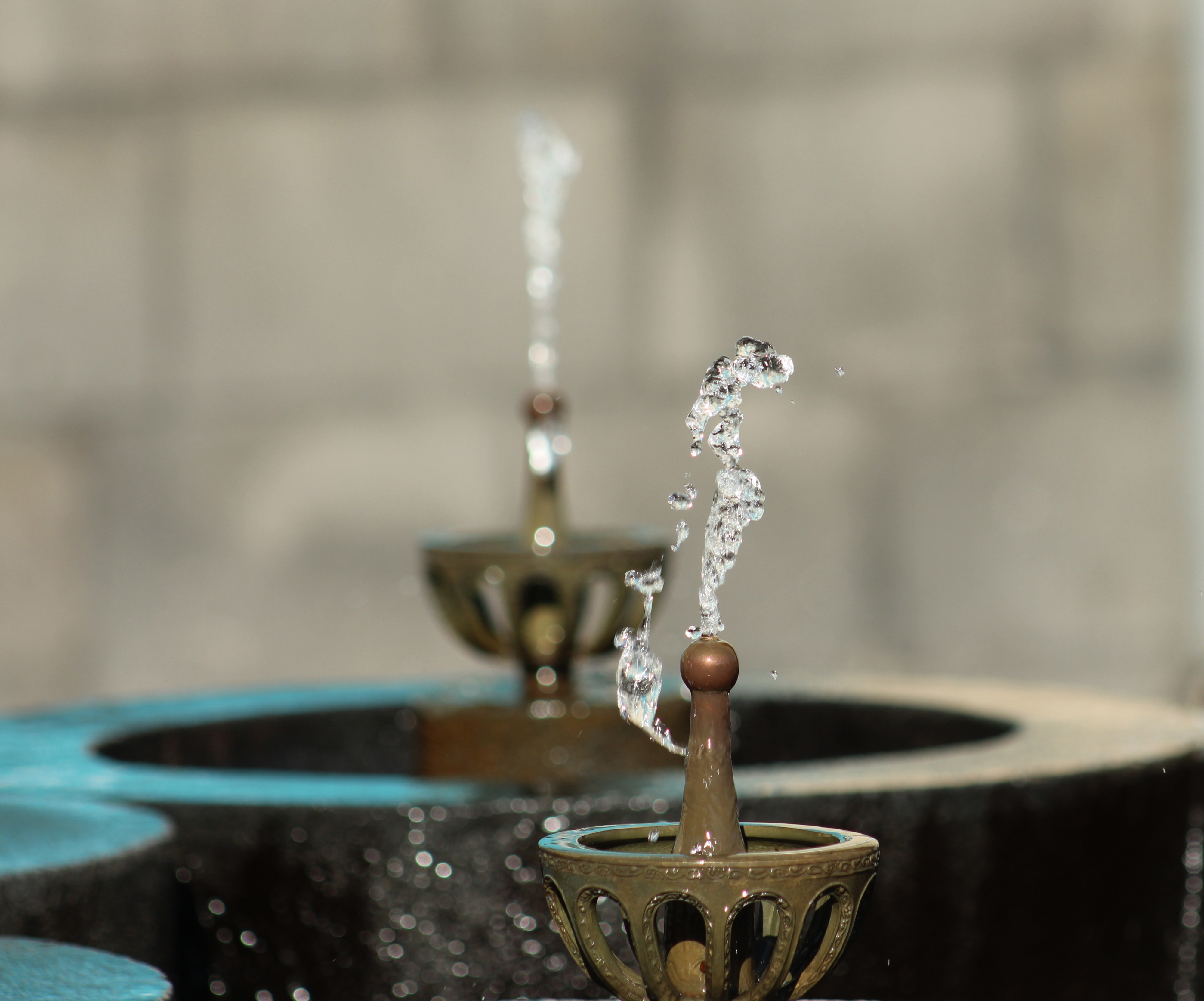
A closeup look at a pulpulak

پولپولاک (ارمنی: պուլպուլակ, Armenian pronunciation: [pulpuˈlɑk]) یک فواره آب عمومی می‌باشد که در ارمنستان و جمهوری آرتساخ رواج دارد. پولپولاک‌ها بخشی مهم از فرهنگ ارمنی می‌باشند. نخستین پولپولاک‌ها در دهه ۱۹۲۰ در خیابان‌های ایروان ظاهر شدند و در طول زمان به شدت محبوب شدند.

## نامگذاری
واژه پولپولاک محاوره ای است و از صدای زمزمه آب مشتق می‌شود.

## توصیف
پولپولاک‌ها کوچک، معمولاً با بلندی یک متر، هستند

## یوتناغبیور
یوتناغبیور ((به ارمنی: Յոթնաղբյուր) به معنی "هفت چشمه") نام پولپولاک‌های معروفی در میدان جمهوری، ایروان پایتخت ارمنستان می‌باشند. این پولپولاک‌ها در سال ۱۹۶۵ توسط اسپارتاک گندغتسیان ساخته شده‌اند. این چشمه در سال ۲۰۰۸ توسط Nur، طراح ارمنی مستقر در مسکو بازسازی شد.

## نگارخانه

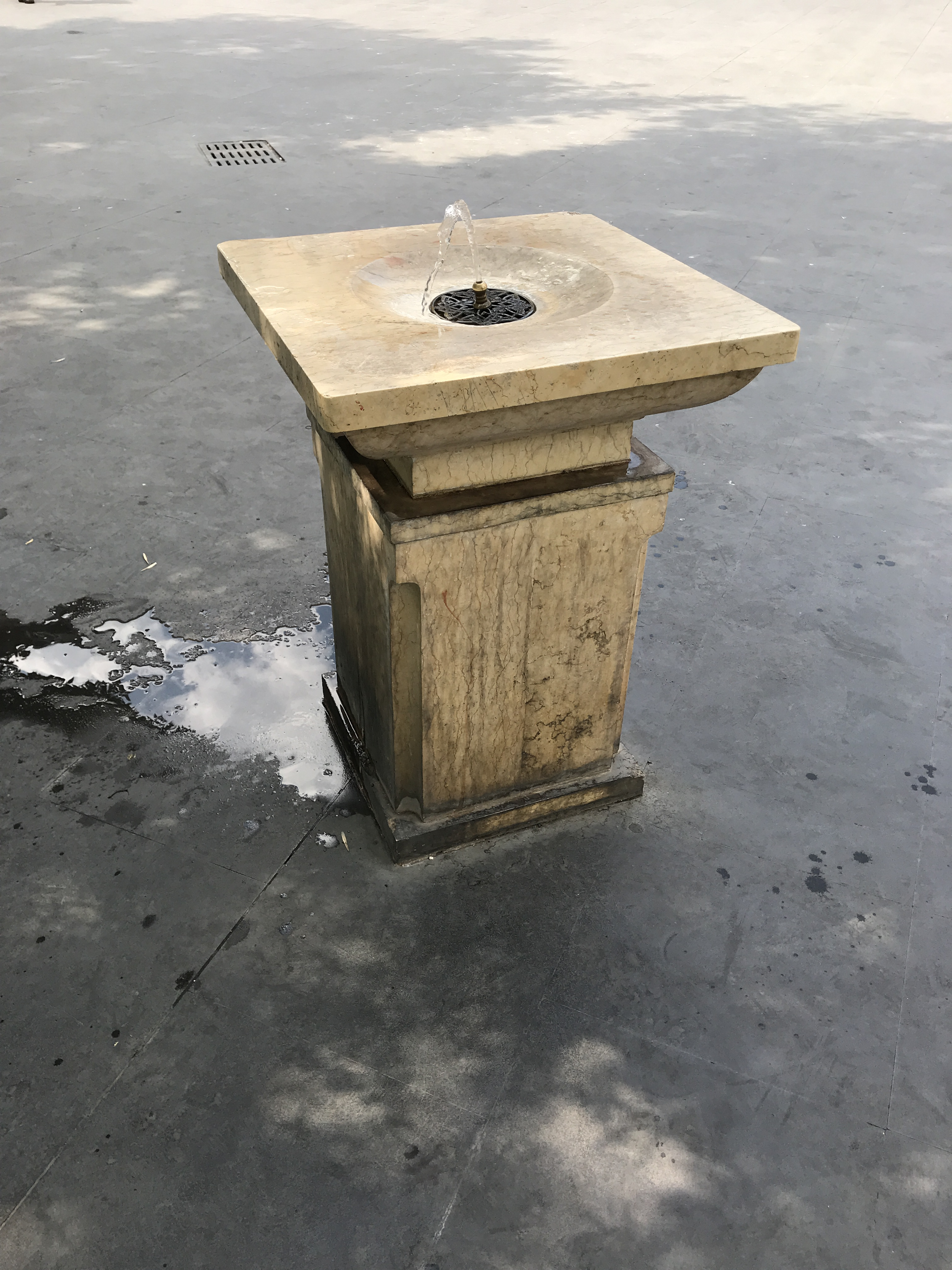
پولپولاک در نزدیکی Katoghike church,Yerevan
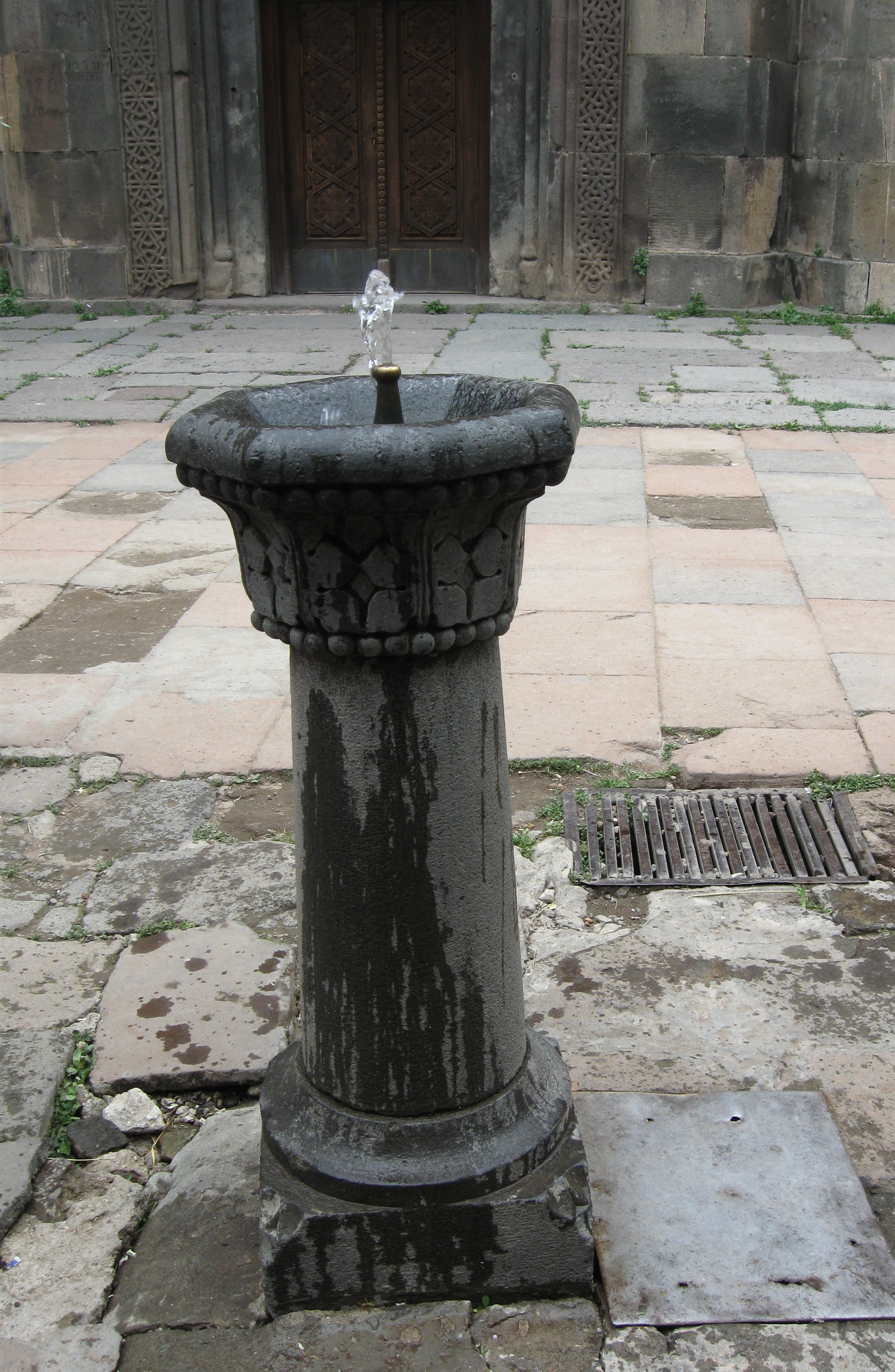
پولپولاک در نزدیکی صومعه گغارد.
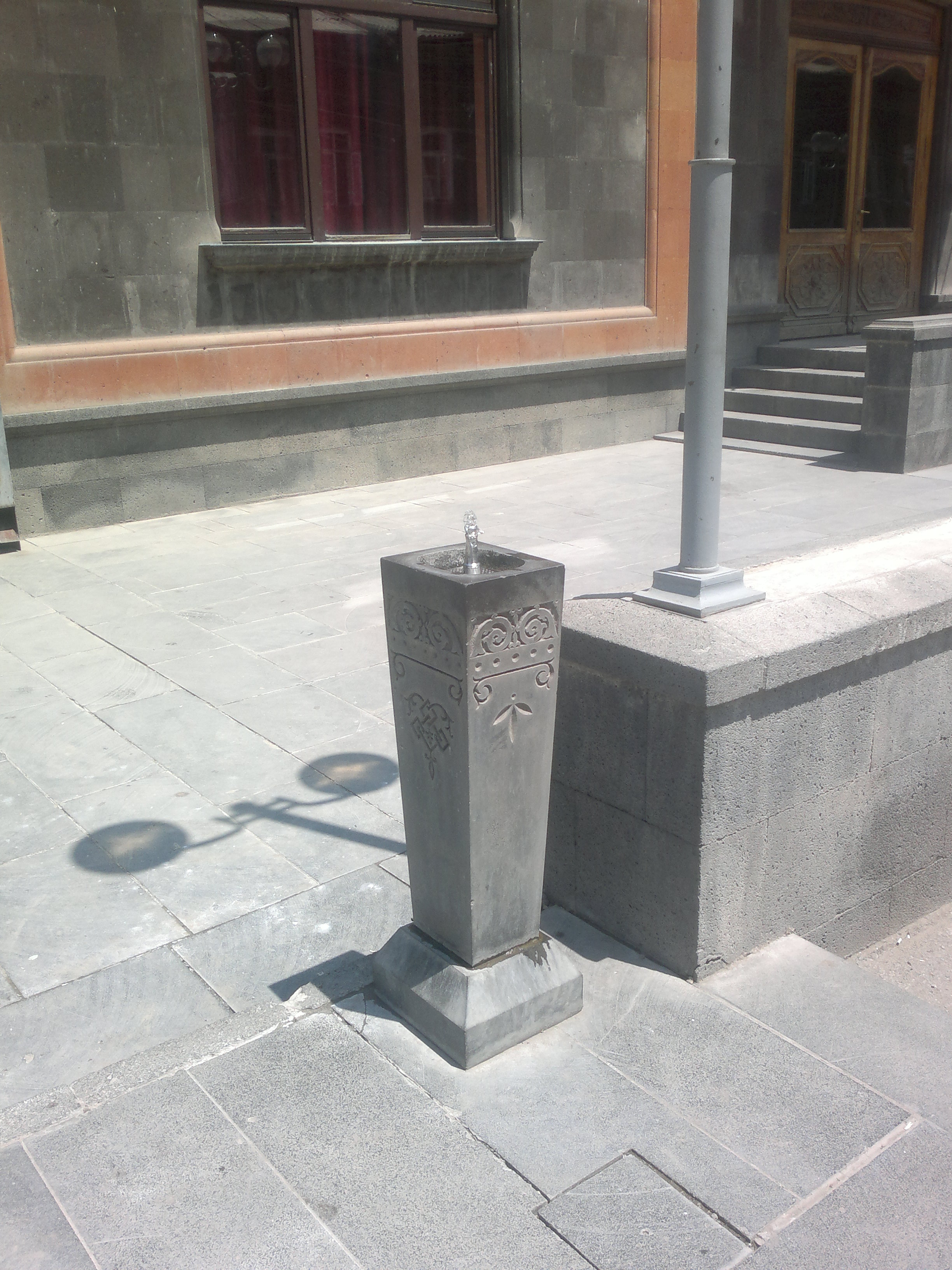
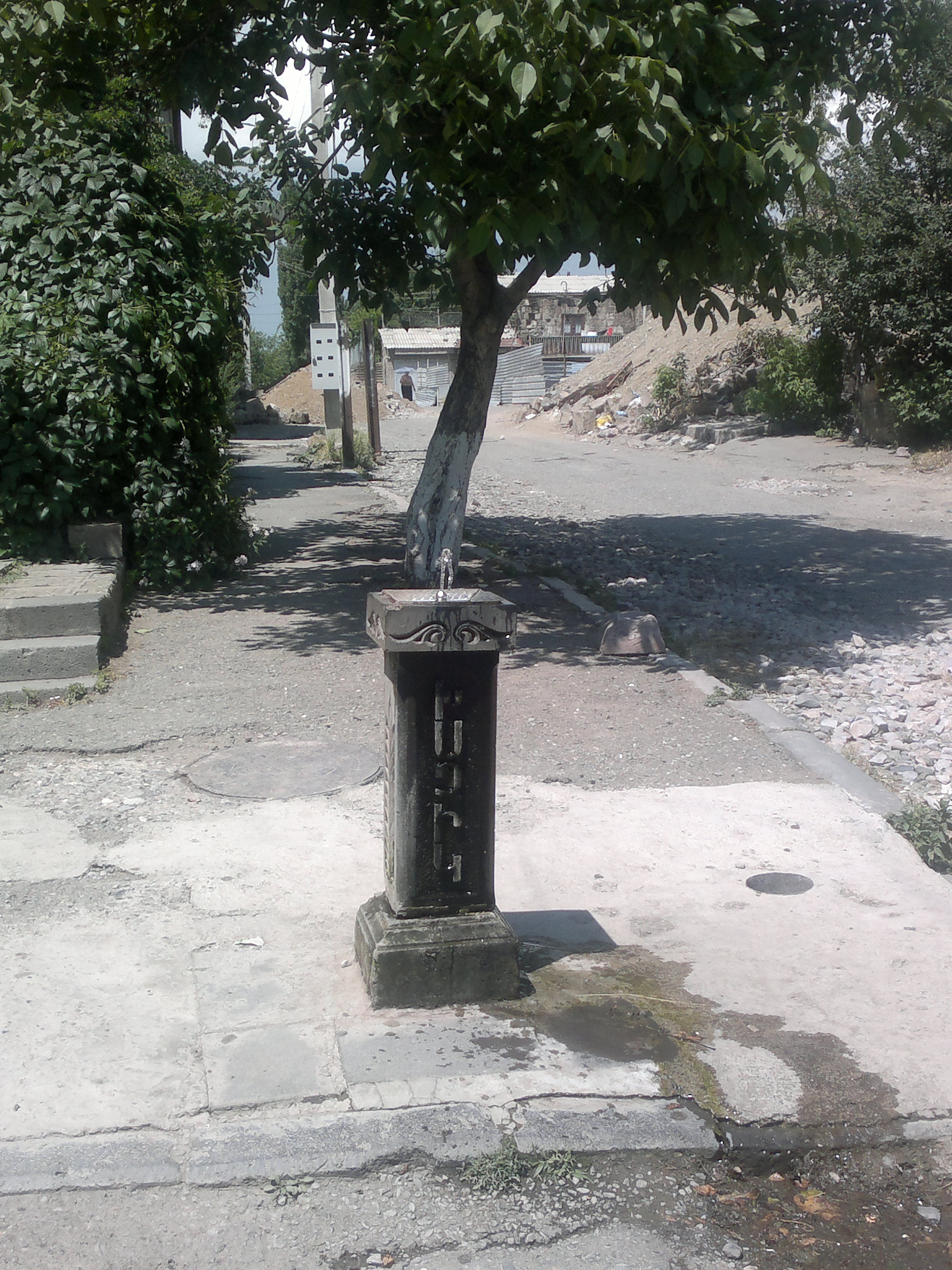
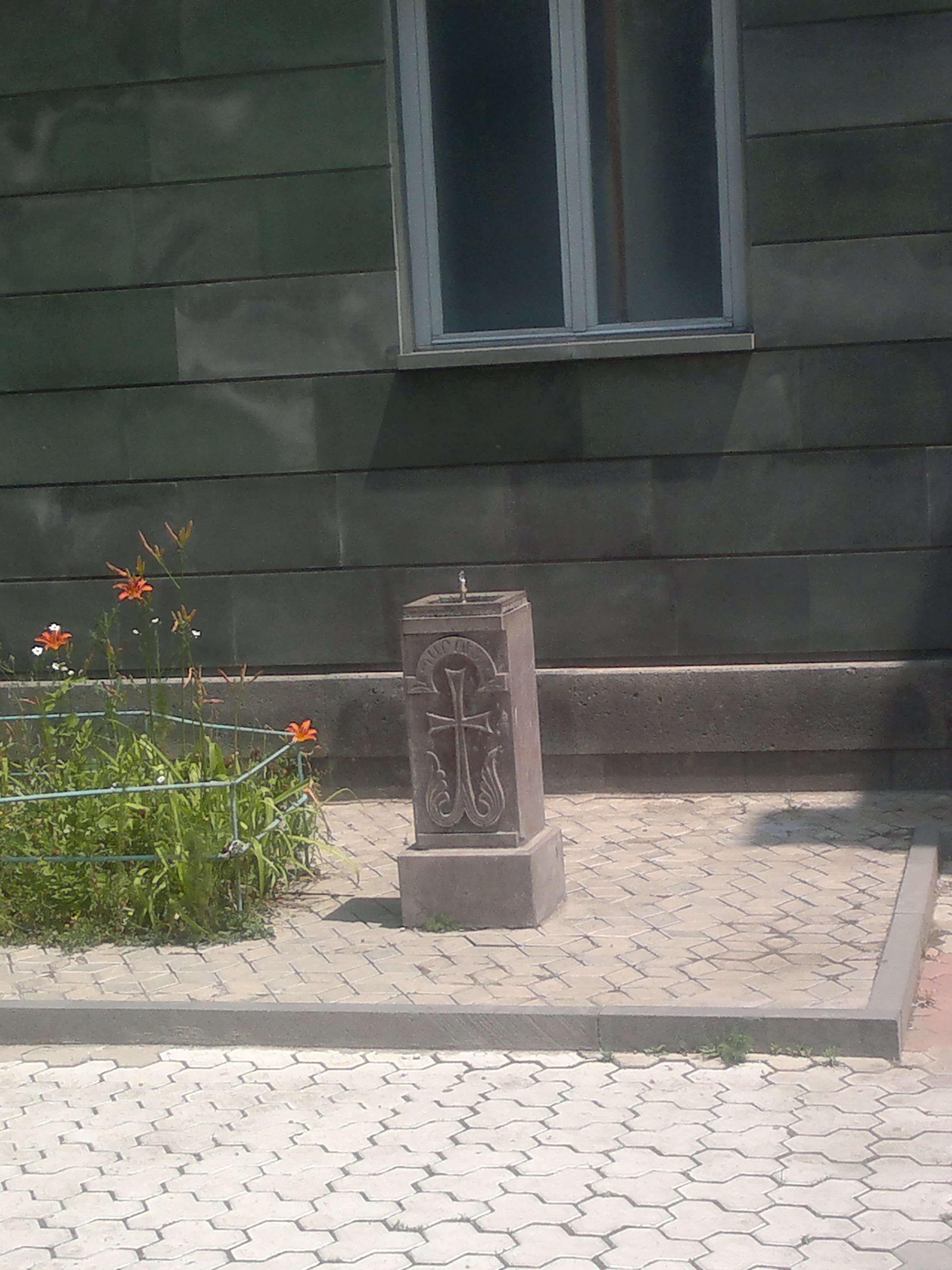
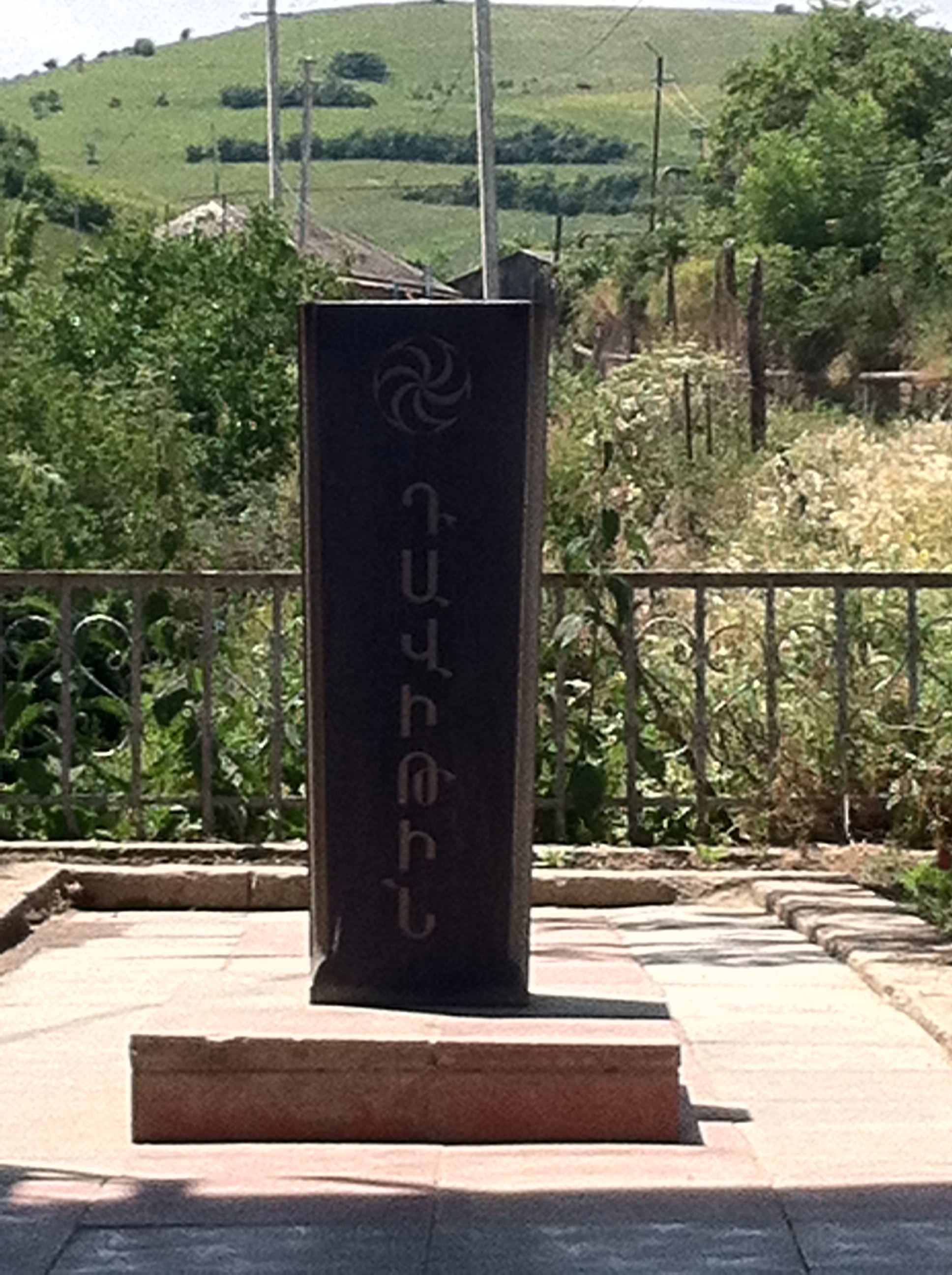
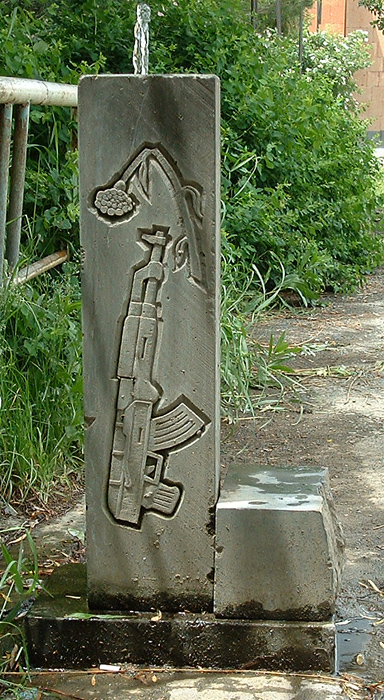
پوپولاک به افتخار سرباز کشته‌شده ارمنی در جنگ قره‌باغ
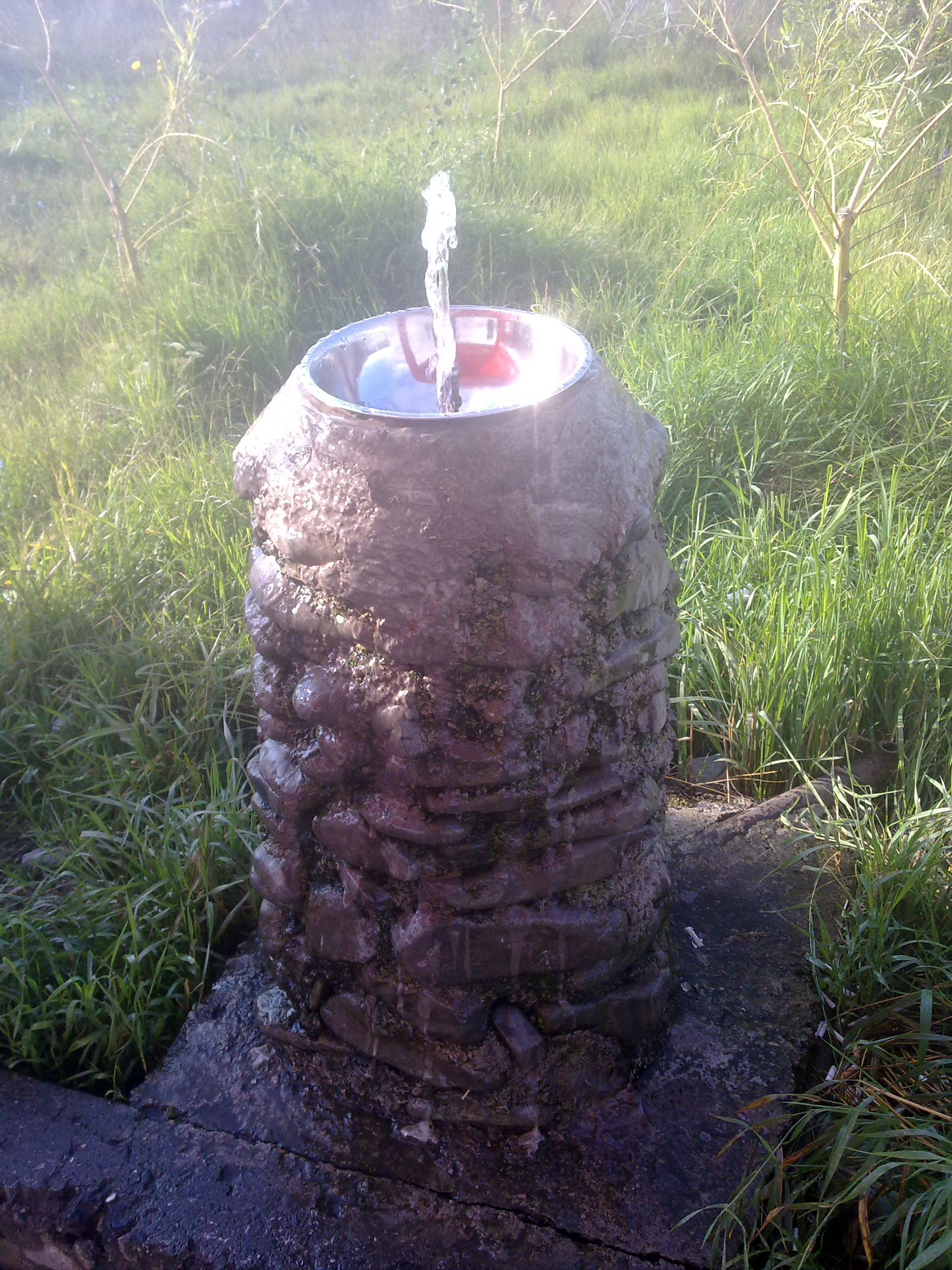
در استان گغارکونیک
در بجنیدر بجنی
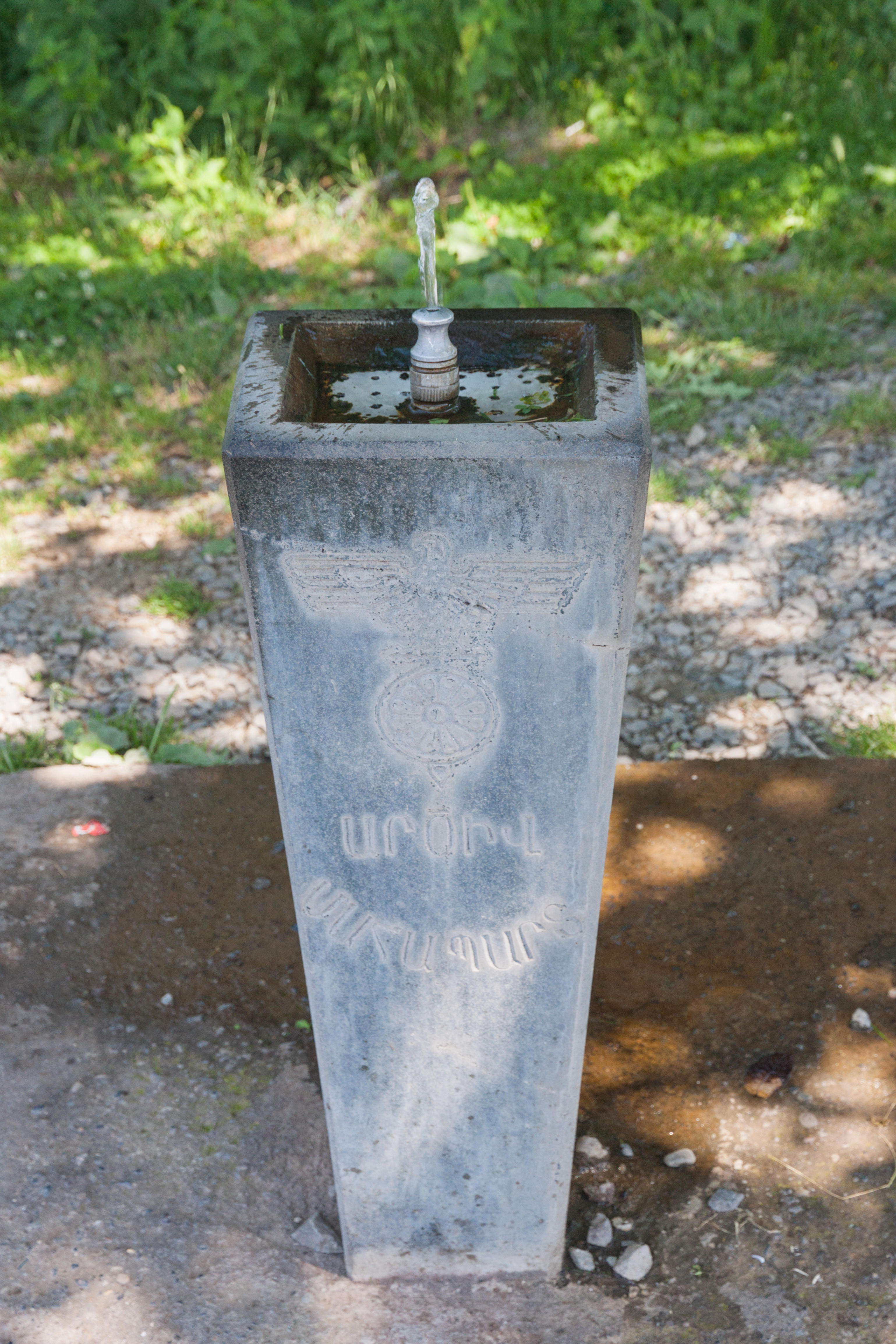
پولپولاک نزدیکی صومعه گاندزاسار در جمهوری آرتساخ.